# Chicago X
Chicago X je osmi studijski, skupno pa deseti album chichaške rock zasedbe Chicago. Posnet je bil v studiu Caribou Ranch, izšel pa je 14. junija 1976 pri založbi Columbia Records. Album je dosegel 3. mesto ameriške lestvice Billboard 200, 21. junija 1976 pa je prejel zlati certifikat s strani RIAA. To je prvi album skupine, ki je prejel platinasti certifikat - 14. septembra 1976. Chicago X je bil za založbo Columbia Records prvi platinasti album, zaradi česar je skupino nagradila s 25-funtno (prib. 11,3 kg) tablico iz čiste platine, ki jo je naredil Cartier. (Revija Billboard je poročala, da gre za 30-funtno (prib. 13,6 kg) tablico.)
Album je bil nominiran za grammyja za album leta, osvojil pa je grammyja za najboljšo naslovnico albuma.
Z albuma je izšel tudi prvi singel skupine, ki se je uvrstil na vrh lestvice Billboard Hot 100, »If You Leave Me Now«. Singel je osvojil grammyja za najboljšo vokalno pop izvedbo skupine, kar je bil prvi grammy skupine, in za najboljši aranžma spremljevalnih vokalov, ki sta ga osvojila aranžerja James William Guercio in Jimmie Haskell. Singel je bil nominiran še za grammyja za posnetek leta.
Z albuma sta izšla še dva druga singla: »Another Rainy Day in New York City« in »You Are On My Mind«, ki sta se uvrstila na 32. in 49. mesto lestvice Billboard Hot 100.

## Ozadje
Po albumu Chicago VIII so bili člani skupine utrujeni in se v studio niso vrnili do pomladi 1976, ko so se po krajšem premoru počutili osveženo. Chicago X je izšel 14. junija 1976 in v ZDA dosegel 3. mesto lestvice Billboard 200, po dolgih letih pa se je uvrstil na britansko lestvico albumov, na 21. mesto.
Z albuma sta izšla dva top 40 singla: Lammova kompozicija »Another Rainy Day in New York City«, ki je dosegla 32. mesto lestvice, in Ceterova skladba »If You Leave Me Now«, ki je oktobra postala prvi singel skupine, uvrščen na 1. mesto lestvice Billboard Hot 100. »If You Leave Me Now« je bila napisana v istem času kot »Wishing You Were Here« z albuma Chicago VII, dokončana pa je bila med zadnjimi in bi kmalu izpadla iz selekcije skladb za album. »Smo skupina, kjer lahko vsak napiše karkoli, zato smo, ko je Peter napisal to skladbo, vanjo vložili vse, čeprav smo menili, da ni nič posebnega. Pokazalo se je kako malo vemo,« je o skladbi dejal Robert Lamm. Kitarist Terry Kath ni maral povečanega zanimanja za balade in je kot tak primer navedel to skladbo. Walter Parazaider je izjavil, da je slišal skladbo, ko je čistil bazen in sprva menil »zveni kot McCartney« in ni prepoznal, da gre za skladbo skupine. »If You Leave Me Now« je postal prvi singel skupine, ki je dosegel vrh lestvice tako v ZDA, kot v Združenem kraljestvu, nekateri člani skupine pa so občutili, da je uspeh singla spremenil javno dojemanje skupine, zaradi česar je Columbia Records zahtevala več balad. Lamm je sicer mnenja, da se je skupina začela odmikati od politično-orientirane glasbe proti mainstreamu že leta 1972 z albumom Chicago V. S takšnim obratom skupine se nista strinjala še posebej Lamm in Kath.
Na albumu se je zopet kot glavni vokalist pri skladbi »Together Again« predstavil Loughnane, prvič pa je glavni vokal prispeval trombonist Jmes Pankow. »You Are On My Mind« je poskušalo zapeti več pevcev skupine, vendar Pankow ni bil z nikomer zadovoljen, zato mu je producent Guercio dejal, naj jo sam zapoje. »You Are On My Mind« je bil tretji singel z albuma in je aprila 1977 dosegel 49. mesto lestvice Billboard Hot 100. »You Get It Up« je odpela vokalna sekcija, sestavljena iz vseh članov skupine.
Leta 2002 je bila album remasteriziran in ponovno izdan pri založbi Rhino Records z dodatnima skladbama »I'd Rather Be Rich« (Lamm) in »Your Love's An Attitude« (Kath). Album je bil miksan in izdan v stereu in kvadrofoniji.
Na poletni turneji 2007 je skupina v svoj repertoar vključila skladbo »You Are On My Mind« s Pankowom na vokalu. Skladba je bila prvič izvedena po letu 1976-77.

## Naslovnica
Naslovnico je oblikoval umetniški direktor založbe Columbia Records, John Berg, in predstavlja delno neodvito tablico čokolade z logotipom skupine, ki posnema čokoladno tablico podjetja The Hershey Company. Bergu je naslovnica prinesla grammyja za najboljšo naslovnico. Naslovnica je bila na uradni spletni strani skupine imenovana kot »čokoladna tablica« in je bila v sezoni 2012-13 vključena v razstavo Bergovih naslovnic albumov v Guild Hall of East Hampton, sedaj pa je del stalne zbirke Muzeja moderne umetnosti v New Yorku.

## Seznam skladb
| Stran 1 | Stran 1                              | Stran 1       | Stran 1      | Stran 1 |
| Št.     | Naslov                               | Pisec         | Vokal        | Dolžina |
| ------- | ------------------------------------ | ------------- | ------------ | ------- |
| 1.      | „Once or Twice‟                      | Terry Kath    | Kath         | 3:01    |
| 2.      | „You Are on My Mind‟                 | James Pankow  | Pankow       | 3:24    |
| 3.      | „Skin Tight‟                         | Pankow        | Peter Cetera | 3:20    |
| 4.      | „If You Leave Me Now‟                | Cetera        | Cetera       | 3:58    |
| 5.      | „Together Again‟                     | Lee Loughnane | Loughnane    | 3:53    |
| 6.      | „Another Rainy Day in New York City‟ | Robert Lamm   | Cetera       | 3:03    |

| Stran 2 | Stran 2                | Stran 2 | Stran 2                                                                                | Stran 2 |
| Št.     | Naslov                 | Pisec   | Vokal                                                                                  | Dolžina |
| ------- | ---------------------- | ------- | -------------------------------------------------------------------------------------- | ------- |
| 7.      | „Mama Mama‟            | Cetera  | Cetera                                                                                 | 3:31    |
| 8.      | „Scrapbook‟            | Lamm    | Lamm                                                                                   | 3:28    |
| 9.      | „Gently I'll Wake You‟ | Lamm    | Lamm                                                                                   | 3:36    |
| 10.     | „You Get It Up‟        | Lamm    | Cetera/Kath/Lamm/Loughnane/Laudir de Oliveira/Pankow/Walter Parazaider/Danny Seraphine | 3:34    |
| 11.     | „Hope for Love‟        | Kath    | Kath                                                                                   | 3:04    |

## Osebje

### Chicago
- Peter Cetera – bas, kitara, glavni vokal, spremljevalni vokal
- Laudir de Oliveira – tolkala
- Terry Kath – kitara, bas, glavni vokal, spremljevalni vokal
- Robert Lamm – klaviature, glavni vokal, spremljevalni vokal
- Lee Loughnane – trobenta, spremljevalni vokal, glavni vokal pri »Together Again«
- James Pankow – trombon, glavni vokal pri »You Are on My Mind«
- Walter Parazaider – pihala
- Danny Seraphine – bobni

### Dodatni glasbeniki
- David J. Wolinski – klaviature pri »Hope For Love«
- James William Guercio – kitara pri »If You Leave Me Now« in »Hope For Love«
- Othello Molineaux – jekleni bobni pri »Another Rainy Day in New York City«
- Leroy Williams –  jekleni bobni pri »Another Rainy Day in New York City«
- Jimmie Haskell – godalna in trobilna orkestracija pri »If You Leave Me Now« in »Gently I'll Wake You«

### Produkcija
- Producent: James William Guercio
- Inženir: Wayne Tarnowski
- Asistent inženirja: Tom Likes
- Snemalec godal: Armin Steiner
- Mastering: Doug Sax
- Oblikovanje naslovnice: John Berg
- Oblikovanje logotipa: Nick Fasciano
- Fotografija: Columbia Records Photo Studio
- Notranja fotografija: Reid Miles

## Lestvice
Album
| Leto | Lestvica      | Mesto | Sklic |
| ---- | ------------- | ----- | ----- |
| 1976 | Billboard 200 | 3     | [ 4 ] |

Singli
| Leto | Singel                             | Lestvica                     | Mesto | Sklic  |
| ---- | ---------------------------------- | ---------------------------- | ----- | ------ |
| 1976 | Another Rainy Day in New York City | Billboard Hot 100            | 32    | [ 10 ] |
| 1976 | Another Rainy Day in New York City | Billboard Adult Contemporary | 2     | [ 21 ] |
| 1976 | If You Leave Me Now                | Billboard Hot 100            | 1     | [ 10 ] |
| 1976 | If You Leave Me Now                | Billboard Adult Contemporary | 1     | [ 21 ] |
| 1977 | You Are on My Mind                 | Billboard Hot 100            | 49    | [ 10 ] |